# Ethiopian Airlines-vlucht 409
Ethiopian Airlines-vlucht 409 was een internationale lijnvlucht die op 25 januari 2010 verongelukte boven de Middellandse Zee. De Boeing 737-800 was op weg naar Addis Abeba in Ethiopië, maar stortte enkele minuten na het vertrek vanaf de Internationale Luchthaven Rafik Hariri in Beiroet (Libanon) op ongeveer 3,5 kilometer uit de kust neer, nadat het was opgestegen in zwaar weer met onweer. Op 27 januari werden de zwarte dozen gevonden.

## Ongeval
Ooggetuigen vertelden dat het toestel brandde terwijl het naar beneden kwam en explodeerde toen het het water raakte. Reddingsacties werden gehinderd door golfslag en een stormachtige wind. Hoewel lokale bronnen spraken van overlevenden is dat niet bevestigd en betrof het waarschijnlijk lichamen. Libanese autoriteiten weten het ongeluk aan het slechte weer, en de verkeersleiding meldde dat communicatie plotseling wegviel. Wrakstukken zoals stoelen en andere delen van het vliegtuig en medicijnen spoelden aan op de Libanese kust waar de politie ze oppikte. Het was het eerste ongeluk voor de luchthaven van Beiroet sinds 1987, en voor de luchtvaartmaatschappij de eerste crash na de kaping van Ethiopian Airlines-vlucht 961 in 1996.

## Toestel
Het toestel was een Boeing 737-8AS(WL) met registratie ET-ANB. Het vliegtuig werd op 4 februari 2002 aan Ryanair geleverd en na opslag in september 2009 door ct-aerospace geleased aan Ethiopian Airlines. De laatste check doorstond het op 25 december 2009 zonder dat er gebreken werden gevonden.

## Inzittenden
Volgens Anne Charlotte van de Franse ambassade in Libanon was de vrouw van de Franse ambassadeur in Libanon, Marla Sanchez Pietton, aan boord.
| Land                | Passagiers | Bemanning | Totaal |
| ------------------- | ---------- | --------- | ------ |
| Libanon             | 51         |           | 51     |
| Ethiopië            | 23         | 8         | 31     |
| Verenigd Koninkrijk | 2          |           | 2      |
| Canada              | 1          |           | 1      |
| Frankrijk           | 1          |           | 1      |
| Irak                | 1          |           | 1      |
| Rusland             | 1          |           | 1      |
| Syrië               | 1          |           | 1      |
| Turkije             | 1          |           | 1      |
| Totaal              | 82         | 8         | 90     |

## Oorzaak
Het ongeval had waarschijnlijk meerdere oorzaken: een relatief onervaren bemanning, vermoeidheid, slecht Crew Resource Management. Het vliegtuig kwam in een spiraalvormige duikvlucht (spiral dive) terecht waaruit geen herstel meer mogelijk was.